# 帽虫属
帽虫属（学名：Theopilium）是罩笼虫目的一属。

## 下属物种
本属包括以下物种：
- 棘帽虫 Theopilium paliurum [2]
- Theopilium tricostatum Haeckel, 1887